# Partido Cannábico
Partido Cannábico se refiere en España a diferentes iniciativas de partidos políticos centrados en propuestas de reformas de las políticas sobre cannabis, cáñamo y leyes sobre drogas. 

## 2003-2007: Partido Cannabis por la Legalización y la Normalización
El Partido Cannabis por la Legalización y la Normalización (PCLYN) fue un partido político español que nació en abril de 2003 en Valencia, cuyo fin era la legalización y normalización del cannabis. Su ámbito de actuación era nacional. 
Cosechó su mayor éxito electoral en las elecciones al Parlamento Europeo de 2004, donde con apenas un año de existencia y una financiación de 3000 € consiguió 53.785 votos (0,35%), aupándose como la octava fuerza política en el conjunto de España. El cabeza de lista de la formación fue Héctor Boix.
El partido dejó de tener actividad en 2007.

### Trayectoria
El partido se constituyó legalmente gracias a integrantes de la Asociación cannábica de Valencia (La Barraca de María), erigiéndose Verónica Soria como presidenta de la formación. En el I Congreso del partido celebrado en enero de 2004, también contaron con el apoyo, entre otras, de la Asociación de Internautas Cannabis Café (AICC) y la Federación de Asociaciones Cannábicas (FAC).
Tras haber participado en sus primeros comicios, la Asociación de la Cultura Cannábica de Valencia, que había participado decisivamente en su desarrollo, le retiró su apoyo en febrero de 2004. Al mismo tiempo, y durante las primeras asambleas generales que se prolongaron hasta mayo, un grupo de afiliados acusó de falta de democracia interna y de manipulación a la cúpula dirigente del partido y trató de impugnar las listas electorales cerradas que se habían presentado. A su vez la cúpula del partido suspendió de militancia a miembros del sector crítico y denunció a algunos de ellos por coacciones, amenazas y alteración de las sesiones. No obstante, éstas divergencias no impidieron que el partido concurriera a las elecciones generales de marzo y a las elecciones europeas del mismo año. 
Tras las elecciones generales de 2004, la coalición valenciana Entesa se interesó por el proyecto y entabló negociaciones con el Partido Cannabis, pero finalmente este rechazó coligarse con formación alguna. Sin embargo, el partido también mantuvo contactos con la filial de ERC en Valencia y, tras el posterior «éxito» del Partido Cannabis en las elecciones europeas, se intensificaron los contactos con el eurodiputado de Esquerra Bernat Joan, para que este último ejerciera como interlocutor de la formación en Bruselas.

#### Inactividad y secesión
Las elecciones al Parlamento Europeo de junio de 2004 fueron las últimas a las que concurrió el PCLYN, que permaneció luego en un estado de escasa actividad política hasta el año 2006-2007, cuando el afiliado n.º 155 de dicha formación trató de reactivar el partido. Propuso su redefinición como "Partido Ecologista del Cannabis" y solicitó a la anterior junta directiva —a través de Internet— asamblea general y listas de afiliados. Dicha petición se denegó por lo que no se pudo presentar la candidatura de Fernanda de La Figuera como nueva presidenta, al igual que tampoco se contempló la propuesta de cambio de los fines del partido en sus estatutos. 
Esencialmente en el grupo renovador se postulaba incluir en los estatutos del PCLYN, además del cambio de denominación, incidir en que debía tener, como fin fundamental; la recuperación de los reales derechos de la Real Orden del 21 de abril de 1792 a cerca de la Legalidad del cultivo de marihuana, cáñamo o cannabis como “materia prima” no sujeta a especulación a la que “S.M se ha dignado conceder, además de aquella gracia*, a los Socios de la Real Fábrica de Lonas y Vitres de la Villa de Cervera del Río Alama, y por punto general a todas las de tejidos de Lino y de Cáñamo establecidas, o que se establezcan de aquí en adelante en estos reinos, el privilegio y derecho de tantear-<actuar contra la especulación> en tiempo y forma estos frutos, o primeras materias de producción de ellos, sobre cualquiera comprador natural o extranjero, que las hubiese acopiado para revender, o extraer, y no con expreso destino para otras fábricas de la misma clase”. (Real Orden 21/4/1792 número 5)
Además de no ser atendida esta corriente de renovación desde la cúpula directiva del PCLYN no se presentaron listas para los comicios municipales de dicho año, atribuyendo dicha decisión a «la inercia de la desorganización creada». Una situación derivada de conflictos y disputas internas que desembocó en la desaparición de facto del partido. No obstante aquella propuesta de reactivación desembocó en que un grupo de activistas cannabicos, secesionistas del movimiento político cannabico propuesto por el PCLYN, se constituyeran como otro partido cannabico independiente, local y regional, denominado como RCN-NOK.

### Programa
El programa del PCLYN constaba de un único punto: la legalización o normalización del cannabis mediante propuestas concretas como el derecho al autocultivo o la modificación de la Ley Corcuera. El artículo 3 de sus estatutos recogía los fines del partido: 

Legalización y normalización del cannabis, promoviendo los correspondientes cambios legales, aprobación de leyes nacionales y denuncia legal de los Convenios Internacionales de 1961, 1971 y 1988.

El PCLYN se proponía un plazo de dos años para el desarrollo de la siguiente línea estratégica:
- Proyecto de Ley que recoja todos los informes y puntos de vista
- Iniciativa Legislativa Popular en favor de la legalización, junto a una proposición no de ley y mociones en los ayuntamientos.
- Proposición en el Parlamento Europeo para despenalizar el THC.

Además, respecto al ámbito activo e ideológico «apelan a expresiones exóticas como la defensa de la "Escucha Activa", o la "Empatía", y exige a sus militantes el deber de realizar "una formación continua en psicología y creatividad"». En la web del partido se exponía que:

«El Partido cannábico para la legalización y normalización del cannabis es el resultado de la unión libre y voluntaria de ciudadanos, colectivos y asociaciones, dispuestos a defender sus ideas, y conscientes de que la prohibición del cannabis en España no es un problema de salud, ni de seguridad ciudadana, sino un problema político, económico y administrativo»

### Resultados electorales
El partido concurrió a las elecciones locales de mayo de 2003 por la ciudad de Valencia (cosechando casi un 1% de los sufragios); en las generales de marzo de 2004 sólo concurrieron por tres circunscripciones y obtuvieron un 0,07% de votos en todo el Estado; mientras que en las europeas de ese mismo año cosecharon un éxito relativo al triplicar los resultados. 

#### Elecciones municipales (2003)
En las elecciones municipales de 2003, únicamente se presentaron en la ciudad de Valencia, alzándose como la sexta fuerza política de la capital tras conseguir 4.177 votos (0,97% de los sufragios).
| Elecciones                                          | Votos | % de votos | Posición |
| --------------------------------------------------- | ----- | ---------- | -------- |
| Elecciones municipales de 2003 (Ciudad de Valencia) | 4.177 | 0,97%      | 6        |

#### Elección al Congreso de los Diputados (2004)
En las elecciones generales de 2004, tan solo presentaron candidaturas por las circunscripciones de Alicante, Valencia y Valladolid, cosechando un total de 16.918 votos (0,07% en el global del Estado).
| Elecciones                    | Votos  | % de votos | Posición |
| ----------------------------- | ------ | ---------- | -------- |
| Circunscripción de Alicante   | 5.463  | 0,61%      | 5        |
| Circunscripción de Valencia   | 9.064  | 0,68%      | 6        |
| Circunscripción de Valladolid | 1.851  | 0,53%      | 5        |
| TOTAL                         | 16.918 | 0,07%      | 25       |

#### Elecciones al Parlamento Europeo (2004)
Una de las sorpresas de la jornada, fue la irrupción de la formación como octava fuerza política de España (sobre 31 candidaturas) según los resultados de las elecciones europeas de 2004; la formación fue la cuarta más votada en Castilla y León, y la quinta en la Comunidad de Madrid, Galicia y Cantabria. La campaña europea se presentó bajo el lema "Liberar a María".
| Elecciones                  | Votos  | % de votos | Posición |
| --------------------------- | ------ | ---------- | -------- |
| Elecciones europeas de 2004 | 53.785 | 0,35%      | 8        |

## 2007–2021: Representación Cannábica Navarra-Nafarroako Ordezkaritza Kanabikoa
En 2007, se creó Representación Cannabica de Navarra–Nafarroako Ordezkaritza Kanabikoa (RCN-NOK), un nuevo partido político basado en la comunidad foral de Navarra en España. En su página web, el grupo se definía como:
«un partido político de ámbito de actuación en la Comunidad Foral de Navarra constituido para contribuir democráticamente a la determinación de la política, autonómica, y a la formación de la voluntad política de los ciudadanos, así como promover su participación en las instituciones representativas de carácter político mediante la presentación y apoyo de candidatos en las correspondientes elecciones, con arreglo al fin especifico de conseguir la despenalización y  eliminar la prohibición del uso, cultivo y comercio del cannabis y sus derivados tanto para su uso lúdico particular como terapéutico del cannabis» 

### Resultados electorales
Las primeras elecciones donde RCN-NOK presentó candidatos fueron las elecciones al Parlamento de Navarra de 2007, donde obtuvieron 4.707 votos. En las mismas elecciones el año 2011, obtuvieron 3.166.
En las elecciones generales de España de 2008, el partido presentó candidatos en cuatro distritos electorales: Alicante (1,823 votos), Navarra (2,275 votos para diputados y 8,172 votos para senadores, Málaga (1,145 voto) y València (2,477 votos), sin obtener escaño.
En 2020, la policía allanó el club social de cannabis que albergaba la sede del partido, en Pamplona. El año siguiente, RCN-NOK optó por incorporarse al nuevo partido cannábico de ámbito nacional, Luz Verde.

## 2021-presente: Partido Cannábico Luz Verde
En el verano de 2021, los miembros de RCN-NOK y otros activistas históricos para la legalización del cannabis como Fernanda de la Figuera o Albert Tió fundan el Partido Cannábico Luz Verde (PC-LV), de ámbito estatal.Con sede inicial en Pamplona, el partido trasladó posteriormente su sede a Barcelona.

Al crearse, el partido explicaba defender:
«una propuesta política cannábica de ámbito estatal, creada con el fin de hacerla empezar a caminar de forma colectiva y participativa, desde el activismo, para intentar agilizar los cambios legislativos necesarios para una Regulación Integral.»

### Resultados electorales
En las elecciones municipales del 28 de mayo de 2023, Luz Verde se presentó en los siguientes municipios:
- Barcelona: 932 votos (0,14%)
- Madrid: 1.442 (0,08%)
- Murillo el Fruto: 122 votos (32,01%)[32]

El partido obtuvo dos escaños en el consejo municipal del pueblo de Murillo el Fruto. El partido declaró a la prensa haber obtenido los primeros concejales municipales de cannabis en Europa, aunque la campaña se centró en la creación de actividad económica y agrícola relacionada con el cáñamo en el pueblo, más que en cuestiones relacionadas con el cannabis psicoactivo.